# 久我岬
久我 岬（くが みさき、1996年4月2日 - ）は神奈川県横須賀市出身のレーシングドライバー。東京学館高等学校出身。

## プロフィール
個人参戦でToyota gazoorachingが行うワンメイクレースへ参戦。そこで頭角を現し数チームからの声が掛かりチーム参戦を行う。
各メーカーのワークスチームでのレース出場後テストを行うようになる。2017年10月には自身初となる耐久戦での優勝を果たした。
幼少期はTBS系ドラマ「GOOD LUCK!!」の影響を受けパイロットになるのが夢だったが、高校期に左膝の前十字靭帯を再建し、その後受けた航空身体検査で不適合とされた為諦める事を余儀なくされた。しかし父に車の展示施設に連れていかれた際に見たトヨタ・クラウンに目を引かれ車が好きになる。今の職にいるのは、これがきっかけと本人は話している。
2021年　成績も伸びずコロナ禍であるためスポンサーが離れ引退。現在は医療関係に勤めているとのこと。
| スタブアイコン | サブスタブ | この項目は、まだ閲覧者の調べものの参照としては役立たない、人物に関連した書きかけの項目です。この項目を加筆・訂正などしてくださる協力者を求めています（P:人物伝/PJ:人物伝）。 |